# Arthur Fils
Arthur Fils (Bondoufle, 12 de junho de 2004) é um tenista profissional francês.
Atualmente, é o tenista número 15 do mundo, e o número 1 da França em simples.
Em 2021, foi finalista em simples do torneio juniores de Roland Garros e campeão nas duplas. Em 2023, conquistou seu primeiro título no profissional no torneio de ATP de Lyon.